# Одінвілл
Одінвілл (англ. Odenville) — місто (англ. town) в США, в окрузі Сент-Клер штату Алабама. Населення — 4969 осіб (2020).

## Географія
Одінвілл розташований за координатами 33°42′3″ пн. ш. 86°25′24″ зх. д. / 33.70083° пн. ш. 86.42333° зх. д. (33.700875, -86.423371).  За даними Бюро перепису населення США в 2010 році місто мало площу 35,30 км², з яких 35,11 км² — суходіл та 0,20 км² — водойми.

## Демографія
Згідно з переписом 2010 року, у місті мешкало 3585 осіб у 1341 домогосподарстві у складі 1033 родин. Густота населення становила 102 особи/км².  Було 1476 помешкань (42/км²).
Расовий склад населення:
| - 94,2 % — білих - 2,3 % — чорних або афроамериканців - 0,7 % — азіатів - 0,3 % — корінних американців - 1,1 % — осіб інших рас |

До двох чи більше рас належало 1,5 %. Частка іспаномовних становила 2,1 % від усіх жителів.
За віковим діапазоном населення розподілялося таким чином: 24,7 % — особи молодші 18 років, 63,2 % — особи у віці 18—64 років, 12,1 % — особи у віці 65 років та старші. Медіана віку мешканця становила 37,2 року. На 100 осіб жіночої статі у місті припадало 95,5 чоловіків;  на 100 жінок у віці від 18 років та старших — 90,6 чоловіків також старших 18 років.
Середній дохід на одне домашнє господарство  становив 63 354 долари США (медіана — 51 518), а середній дохід на одну сім'ю — 69 435 доларів (медіана — 59 500). Медіана доходів становила 42 885 доларів для чоловіків та 38 536 доларів для жінок. За межею бідності перебувало 16,2 % осіб, у тому числі 11,0 % дітей у віці до 18 років та 9,1 % осіб у віці 65 років та старших.
Цивільне працевлаштоване населення становило 1344 особи. Основні галузі зайнятості: роздрібна торгівля — 17,0 %, освіта, охорона здоров'я та соціальна допомога — 13,0 %, науковці, спеціалісти, менеджери — 12,0 %, будівництво — 11,6 %.